# ستان إدواردز (لاعب كرة قدم أمريكية)
ستان إدواردز (بالإنجليزية: Stan Edwards)‏ هو لاعب كرة قدم أمريكية أمريكي، ولد في 20 مايو 1960 في ديترويت في الولايات المتحدة.

## وصلات خارجية
- ستان إدواردز على موقع مرجع كرة القدم المحترفة.كوم (الإنجليزية)